# Cementbaugeschäft Rudolf Wolle
Das Cementbaugeschäft Rudolf Wolle, zuletzt Tief- und Betonbau Rudolf Wolle, zuvor Bauunternehmung Rudolf Wolle, war ein Bauunternehmen in Leipzig, das zu den Pionieren des Stahlbetonbaus gehörte und wesentlich zu dessen Verbreitung in Deutschland beitrug.

## Geschichte
Rudolf Wolle (1864–1933) und sein 1896 gegründetes Bauunternehmen trugen wesentlich zur Durchsetzung des neuen Baustoffs Stahlbeton (damals noch Eisenbeton) bei. So wurde auch der erste Vortrag vor dem Deutschen Beton-Verein, in dem Eisenbeton erwähnt wurde, im Februar 1900 von einem Ingenieur dieses Unternehmens gehalten. Rudolf Wolle war um 1909 Mitglied im Schiedsgericht des Deutschen Beton-Vereins.
Rudolf Wolle wurde vor dem Ende der Monarchie in Deutschland mit dem Ehrentitel eines (königlich sächsischen) Kommerzienrats ausgezeichnet. Am 19. November 1920 verlieh ihm die Technische Hochschule Braunschweig die Ehrendoktorwürde (als Dr.-Ing. E. h.) „in Anerkennung seiner außerordentlich erfolgreichen Tätigkeit für die Entwicklung der Beton- und Eisenbetonbauweise, seiner regen Mitwirkung bei der Schaffung praktischer Unterlagen für den Aufbau der Theorie und seines Wirkens auf wirtschaftlich-technischen Gebieten“.
Um 1926 bestand eine Niederlassung der Bauunternehmung in München.
Rudolf Wolle wurde 1933 auf dem Leipziger Südfriedhof begraben, in einem bis heute erhaltenen Familiengrab mit monumentalem Grabmal.
Das Unternehmen scheint mindestens bis in die 1950er Jahre aktiv gewesen zu sein: Im Jahr 1952 erhielt es die Zulassung 20/52 des Ministerrats der DDR zum Stahlbeton-Deckensystem Rapid.

## Bauten
Das Unternehmen war beim Bau von feuer-, schall- und schwammsicheren Zwischendecken engagiert. Dabei kam sowohl die sogenannte Viktoria-Decke der Hansa Gesellschaft für Wand und Deckenbau als auch die selbstentwickelte Wolle’sche Konsolendecke zum Einsatz. Hierbei handelt es sich um eine Eisenbetondecke, die zwischen I-Trägern oder kontinuierlich über Mauern hinweg mit voutenförmigen Anschluss an die Träger oder Mauern hergestellt wird. Die maximale Spannweite betrug zehn Meter.

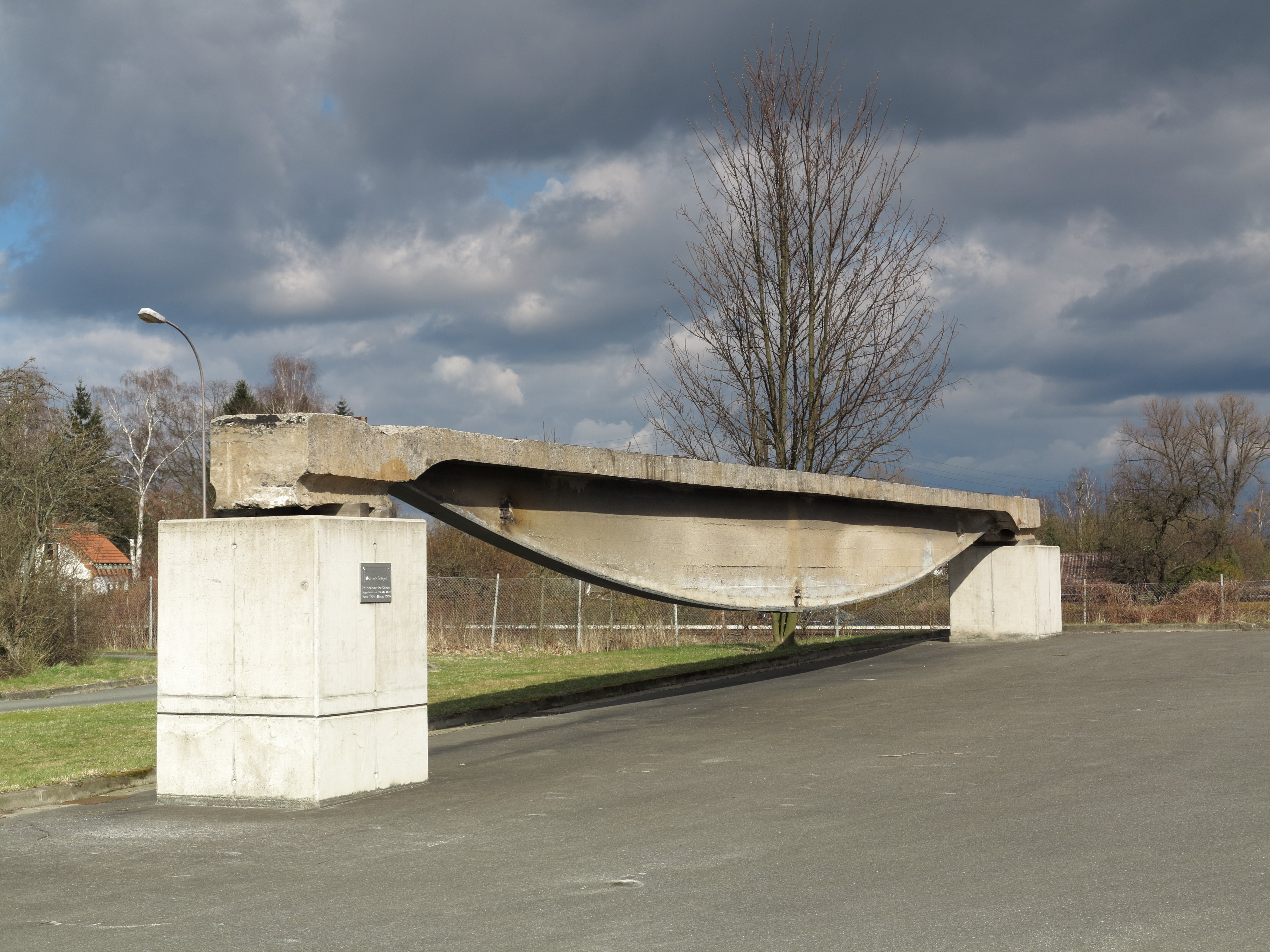
Hängegurtträger

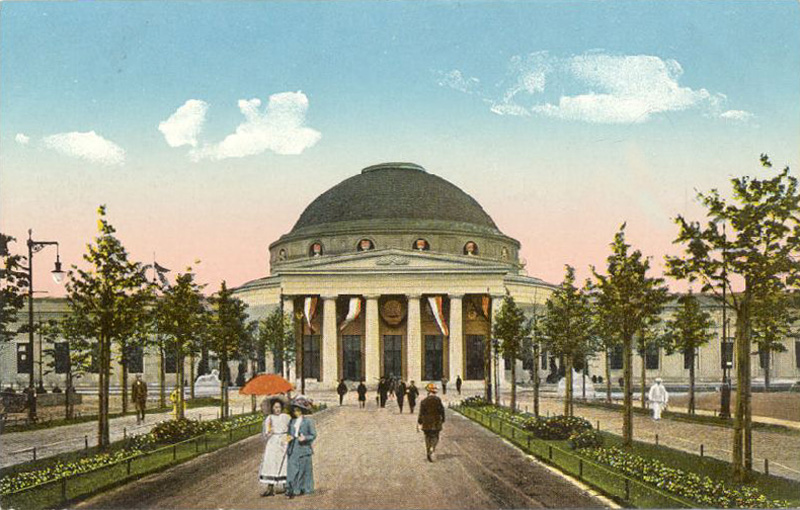
Betonhalle in Leipzig

Bis auf eine Ausnahme wurden alle nach dem Konstruktionsprinzip des Hängegurtträgers (Möllerträger, Möllerbrücke) ausgeführten Brücken in Sachsen und Thüringen durch Wolle erbaut. Rudolf Wolle hatte zur Gründung von Bauwerken ein Patent auf fünfeckig ausgeführte Eisenbetonpfähle, die bis auf die tragfähige Schicht reichten. Diese wurden auf der Baustelle ausgeführt und nach vier Wochen gerammt. Auf die Pfähle wurde in Verbindung damit 1 m hoch eisenbewehrter Beton aufgebracht.

### Bekannte Bauwerke
- 1898–1913: Völkerschlachtdenkmal
- 1899: Überbrückung des Pleißemühlgrabens in Leipzig (mit 300 Metern die breiteste bekannte Möllerbrücke)[8][Anmerkung 2]
- 1900: Straßenbrücke über den Knauthainer Elstermühlgraben in Großzschocher bei Leipzig (Möllerbrücke)[11]
- 1905–1906: Eisenbetonkuppel der Bismarcksäule auf der Rothenburg am Kyffhäuser[12]
- 1910: Neubau der Roßbrücke in Pforzheim (Möllerbrücke mit 28,40 m Spannweite; nicht erhalten)[13]
- 1912–1913: Betonhalle (später Messehalle 12 bzw. 16) für die Internationale Baufach-Ausstellung 1913 in Leipzig (gemeinsam mit der Bauunternehmung Kell & Löser)[14]
- 1913–1918: Zeppelinbrücke über das Elsterbecken in Leipzig[15]
- 1915–1916: Brücken der Bahnstrecke Könnern–Rothenburg[16]
- 1918–1924: Walchenseekraftwerk[17]
- 1921–1923: Lange Brücke in Forst (Lausitz)[18]
- 1927–1928: Paradiesbrücke in Jena (größtenteils später erneuert)

## Schriften
- Rudolf Wolle (Hrsg.): Beton- und Eisenbeton-Bauten. Arnold, Leipzig 1905.
- Rudolf Wolle: Das Völkerschlachtdenkmal bei Leipzig. Seinen Freunden und Gönnern gewidmet von Rudolf Wolle. Selbstverlag, Leipzig 1913.